# Mikrodeletionssyndrom 22q11
Das Mikrodeletionssyndrom 22q11 (MDS 22q11) gehört zu den Mikrodeletionssyndromen und hat verschiedene genetische Störungen, die mit Veränderungen auf dem langen Arm des Chromosoms 22 an Position 11 einhergehen.  Diese häufigere Form des DiGeorge-Syndroms wird als DGS1 abgekürzt. Beschrieben wird auch das Mikrodeletionssyndrom 10p13-14 (oder MDS 10p13) mit der Abkürzung DGS2; hier ist der kurze Arm (=p) des Chromosoms 10 an Position 13 betroffen. In etwa 90 % der Fälle handelt es sich um eine Neumutation; in 10 % der Fälle wird das Syndrom autosomal dominant vererbt. Gelegentlich findet man auch die Bezeichnungen MDS 22q11.2 oder MDS 22q11.21 mit der 2 als Hinweis für die zweite Unterbande auf dem langen (=q) Chromosomenarm.

## Epidemiologie
Beide Geschlechter sind gleich häufig befallen. Die Inzidenz wird mit einem Betroffenen pro 2000 bis 4000 Lebendgeburten angegeben. Das Syndrom gilt als seltene Krankheit. Die Hälfte der Kinder von Betroffenen ist ebenfalls betroffen.

## Bezeichnungen
Darunter zusammengefasst werden unter anderem das DiGeorge-Syndrom (auch velokardiofaziales Syndrom  oder kongenitale Thymusaplasie) und das Shprintzen-Syndrom, welche durch ihre unterschiedlichen Ausprägungen fließende Übergänge ineinander zeigen. Wichtige Merkmale sind ein Herzfehler, eine Gaumensegelschwäche bzw. eine Gaumenspalte, milde Besonderheiten der Gesichtszüge, im Neugeborenenalter gegebenenfalls eine Infektneigung durch mangelnde Ausbildung des Thymus und eine erniedrigte Kalziumkonzentration im Blut aufgrund einer mangelnden Ausbildung der Nebenschilddrüsen. Partielle Defekte sind häufiger als die totale Thymusaplasie.
Das früher für das Mikrodeletionssyndrom 22q11 vorgeschlagene amerikanische Akronym "CATCH-22-Syndrom" in Anlehnung an einen erfolgreichen Roman von Joseph Heller wird generell nicht mehr verwendet, da es inhaltlich unpassend ist. CATCH = Cardiac abnormality, Abnormal facies, Thymic aplasia, Cleft palate, Hypocalcemia + Hypoparathyreoidism = Herzabnormalität, Gesichtsveränderung, Thymusaplasie, Gaumenspalte, Hypocalcämie und primärer Hypoparathyreoidismus.
Erstbeschreiber waren 1927 Böttiger und Wonstedt. Namensgeber war 1965 der amerikanische Pädiater und Endokrinologe Angelo Mario DiGeorge (* 15. April 1921 in Philadelphia, † 11. Oktober 2009 in East Falls in Philadelphia). Das Krankheitsbild wurde früher auch als Sedlackova-Syndrom, als Schlundtaschensyndrom und als Syndrom der dritten und vierten Schlundtasche bezeichnet. Im Englischen nennt man das DiGeorge-Syndrom auch Cayler cardiofacial syndrome oder CTAF (conotruncal anomaly face syndrome). Das Shprintzen-Syndrom ist nach dem Logopäden Robert J. Shprintzen benannt worden.

## Symptome
Aufgrund von Mikrodeletionen am langen Arm des Chromosoms 22 (22q11) kommt es bereits während der Schwangerschaft beim Kind zu Entwicklungsstörungen (fehlerhafte Entwicklung der 3. und 4. Schlundtasche). Diese können in verschieden starker Ausprägung zu Herzfehlern  (z. B. Ventrikelseptumdefekt), Fehlbildungen der Gefäße (z. B. im Bereich des Aortenbogens, wie Aortenhypoplasie), Nichtanlage der Nebenschilddrüsen (Hypoparathyreoidismus), fehlender Ausbildung oder Ausbildung eines nur kleinen Thymus (Thymusaplasie bzw. Thymushypoplasie) und zu Gesichtsfehlbildungen (z. B. Mikrogenie, Lippen-Kiefer-Gaumen-Spalte oder Mikrognathie) führen.
Bei etwa einem Drittel der Betroffenen treten auch Nierenbeteiligungen (Nierendysplasien bis zur Nierenagenesie) auf. Diese angeborenen Fehlbildungen der Nieren und der ableitenden Harnwege werden unter dem englischen Akronym CAKUT zusammengefasst (= congenital anomalies of the kidney and urinary tract).
Die Symptome werden durch die verschieden starke Ausprägung der einzelnen Besonderheiten bestimmt. Gesichtsfehlbildungen wie z. B. eine Lippen-Kiefer-Gaumen-Spalte werden oftmals bereits im Rahmen von Pränataldiagnostik im Ultraschall auffällig. Weiterhin auftretende Gesichtsfehlbildungen sind: vergleichsweise breite Nasenwurzel, langer Nasenrücken, breite Nasenspitze, weit auseinanderliegende Augen (Hypertelorismus), antimongoloide Lidachse, Strabismus, Epikanthus, kurzes Philtrum und Ohrmuscheldysplasie.
Schwere Herzfehler und Gefäßfehlbildungen werden, wenn nicht bereits vorgeburtlich, meist einige Zeit nach der Geburt durch die typische Symptomatik und eine Ultraschalluntersuchung des Herzens (Echokardiographie) entdeckt. Typischerweise auftretende Herzfehler sind vor allem Aortenbogenanomalien, aber auch ein Truncus arteriosus communis, eine Fallot-Tetralogie oder ein Ventrikelseptumdefekt.
Die Thymushypoplasie kann durch die mangelnde Bildung von T-Lymphozyten (isolierter T-Zell-Defekt) zu schweren Infektionen des Kindes und allgemein zu einer erhöhten Infektanfälligkeit führen (siehe Immundefekt). Ist eine ausreichende Restfunktion des Thymus vorhanden, ist oftmals keine erhöhte Infektanfälligkeit zu beobachten. Wegen des T-Zell-Defekts sind Impfungen mit lebenden attenuierten Erregern verboten. Lebensgefährliche Komplikationen im Rahmen einer Graft-versus-Host-Reaktion bei Bluttransfusionen können durch eine vorherige radioaktive Bestrahlung der Blutprodukte reduziert werden.
Durch das Fehlen oder den Mangel an Parathormon, welches in der Nebenschilddrüse gebildet wird, kann es durch den daraus resultierenden Kalziummangel zu Krampfanfällen (Tetanie) kommen (siehe auch Hypoparathyreoidismus).
Es kann auch zu Entwicklungsverzögerungen, zu einem verringerten Muskeltonus, zu häufigen Atemwegsinfektionen, zu Hörstörungen, zu vermehrter Obstipation, zur Intelligenzminderung, zu Lernstörungen, zu psychischen Veränderungen, zu Verhaltensauffälligkeiten, zur reaktiven Depression sowie zu einer Schizophrenie oder einer anderen Psychose kommen. 
Da es sich beim Mikrodeletionssyndrom 22q11 um einen Sammelbegriff für verschiedene Deletionen handelt, müssen nicht in jedem Fall alle Symptome auftreten, und sie können unterschiedlich stark ausgeprägt sein.

## Diagnose
Eine Verdachtsdiagnose lässt sich durch das kombinierte Auftreten typischer Fehlbildungen stellen. Bestimmte angeborene Fehlbildungen am Herzen sind häufig der erste Hinweis. Der Verdacht kann durch molekularzytogenetische Diagnostik und Nachweis der 22q11-Deletion im Rahmen der Humangenetik bestätigt werden. Hierbei handelt es sich bei der Mehrheit der betroffenen Personen (ca. 85 %) um eine heterozygote 2,54-Mb-Deletion. Um diese genetische Abnormalität molekular nachzuweisen, ist die Fluoreszenz-in-situ-Hybridisierung (FISH-Test) die Methode der Wahl. Zudem können auch andere quantitative Methoden wie qPCR oder MLPA genutzt werden. Eine 22q11-Deletion kann familiär bedingt sein, deshalb sollten die Eltern eines betroffenen Kindes ebenfalls untersucht werden, wenn sie dies wünschen, da ein Wiederholungsrisiko für weitere Schwangerschaften auf diese Weise abgewogen werden kann.

## Differentialdiagnosen
Mit dem Mikrodeletionssyndrom 22q11 (Shprintzen-Syndrom) nicht zu verwechseln ist das Shprintzen-Goldberg-Syndrom, ein Marfan-Syndrom-ähnliches Kraniosynostose-Syndrom. Zu dem Spektrum gehört auch das möglicherweise selbständige Kousseff-Syndrom. Abzugrenzen sind ebenfalls das Takao-Syndrom, das Floating-Harbor-Syndrom, das Alagille-Syndrom, das Smith-Lemli-Opitz-Syndrom sowie die VACTERL-Assoziation (auch als VATER-Syndrom bezeichnet). Das Pinski-DiGeorge-Harley-Baird-Syndrom (beziehungsweise Pinski-George-Harley-Baird-Syndrom oder wohl korrekt Pinsky-DiGeorge-Harley-Baird-Syndrom) ist als komplexes okulozerebrales Missbildungssyndrom ebenfalls abzugrenzen. Das (damit identische?) Pinski-DiGeorge-Harley-Syndrom bezeichnet eine Mikrophthalmie mit mentaler Retardierung. Es ist nicht mit dem okulo-zerebro-renalen Syndrom (Lowe-Syndrom) zu verwechseln.

## Therapie
Aufgrund der genetischen Ursache ist eine kausale Heilung noch nicht möglich. Angezeigt ist jedoch eine multidisziplinäre symptomatische Therapie in Abhängigkeit vom Schweregrad, insbesondere die chirurgische Korrektur der auftretenden Fehlbildungen und die Therapie der Begleiterkrankungen. Dies beinhaltet Gesichtskorrekturen, eine operative Korrektur von Herzfehlern und Nierenfehlbildungen, eine orale Calciumsubstitution, eine Vitamin-D3-Substitution mit Cholecalciferol sowie eventuell Transplantationen von Knochenmark und fetalem Thymusgewebe.
Als Innovation gilt seit 2017 die tägliche subkutane Injektion des naturidentischen rekombinanten Parathormons mit dem Handelsnamen Natpar (Kofferwort: natürliches Parathormon; häufige Falschschreibung Naptar) im Sinne einer Hormonersatztherapie. Natpar gilt als orphan drug der Firma Shire plc mit Tagestherapiekosten von fast 250 Euro unabhängig von der Dosis (DDD = Defined Daily Dose). Preiswerter ist die Behandlung einer Tetanie zum Beispiel mit "A. T. 10 Perlen" (A. T. = Anti-Tetanie, Dihydrotachysterol) mit Tagestherapiekosten von weniger als 1 € in niedriger Dosierung. Calcidiol und Calcitriol sind als Medikamente verfügbar. Früher gab es Therapieversuche mit Thymosin.
Infektionen behandelt man mit einem Antibiotikum, mit einem Virostatikum oder mit einem Antimykotikum.
Empfohlen werden Selbsthilfegruppen und Angehörigengruppen sowie eine neurologische und psychotherapeutische Mitbehandlung. Gegebenenfalls ist eine Sprachtherapie angezeigt.